# Fernando Marcondes de Mattos
Fernando Marcondes de Mattos (Florianópolis, 13 de dezembro de 1938) é um empresário e político brasileiro.
Filho de João Marcondes de Mattos e de Maria de Lourdes Mattos. Bacharel em ciências jurídicas e sociais pela Universidade Federal de Santa Catarina (UFSC) em 1961. Foi professor de economia da UFSC.
Nas eleições de 1986 foi candidato a vice-governador de Santa Catarina pelo PFL, ao lado do candidato ao governo, Vilson Pedro Kleinübing, ficando em segundo lugar. Foram eleitos Pedro Ivo Campos e Casildo Maldaner.